# Không gian Hilbert
Trong toán học, không gian Hilbert (Hilbert Space) là một dạng tổng quát hóa của không gian Euclid mà không bị giới hạn về vấn đề hữu hạn chiều. Đó là một không gian có trang bị tích trong, nghĩa là trong đó có khái niệm về khoảng cách và góc (đặc biệt là khái niệm trực giao hay vuông góc). Hơn nữa, nó thỏa mãn một yêu cầu nữa là tính đầy đủ để chắc chắn rằng giới hạn là tồn tại khi cần, làm các định nghĩa khác nhau trong tính toán vi tích phân dễ dàng hơn. Các không gian Hilbert cho phép các trực giác hình học có thể được áp dụng vào một số không gian hàm vô hạn chiều. Chúng cung cấp một khung để hệ thống hóa và tổng quát hóa khái niệm chuỗi Fourier theo một hệ bất kì của các hàm số trực giao và của phép biến đổi Fourier, là những khái niệm trung tâm của giải tích hàm. Không gian Hilbert đóng vai trò quan trọng trong việc hình thức hóa toán học cơ học lượng tử.

## Giới thiệu
Các không gian Hilbert được đặt tên theo David Hilbert, người nghiên cứu chúng trong ngữ nghĩa của phương trình tích phân. Nguyên thủy là John von Neumann đã gọi "der abstrakte Hilbertsche Raum" trong công trình nổi tiếng của ông về các toán tử Hermitian không bị chặn vào năm 1929. Von Neumann có lẽ là nhà toán học nhận ra một cách rõ ràng nhất tầm quan trọng của khái niệm này trong công trình khai phá của ông về nền tảng của cơ học lượng tử bắt đầu với Hilbert và Lothar (Wolfgang) Nordheim và tiếp tục với Eugene Wigner. Cái tên "không gian Hilbert" nhanh chóng được dùng theo bởi những người khác, ví dụ như Hermann Weyl trong cuốn sách của ông với tựa đề Lý thuyết nhóm và vật lý lượng tử xuất bản năm 1931 (tiếng Anh là ISBN 0486602699).
Những phần tử của một không gian Hilbert trừu tượng đôi khi được gọi là "vectơ". Trong các ứng dụng, chúng thông thường là các chuỗi của các số phức hay của các hàm số. Trong vật lý lượng tử chẳng hạn, một hệ vật lý được miêu tả bởi một không gian Hilbert phức chứa các "hàm sóng" biểu diễn tất cả các trạng thái có thể của hệ thống. Xem sự hình thức hóa toán học của cơ học lượng tử để thêm chi tiết. Không gian Hilbert của các  sóng phẳng và các trạng thái biên thường được sử dụng trong cơ học lượng tử được biết chính thức hơn dưới tên rigged Hilbert space.

## Định nghĩa

### Định nghĩa hình thức
Không gian Hilbert là không gian véc-tơ {\displaystyle H} trên trường số thực {\displaystyle \mathbb {R} } hoặc số phức {\displaystyle \mathbb {C} } đồng thời trang bị một tích trong {\displaystyle \langle \cdot ,\cdot \rangle } thoả mãn các điều kiện sau:
1. Không gian véc-tơ:
- {\displaystyle H} là một không gian véc-tơ tuyến tính, như vậy là được tranh bị phép cộng và phép nhân vô hướng.

2. Tích trong:
- Tích trong {\displaystyle \langle x,y\rangle } là một ánh xạ {\displaystyle H\times H\to \mathbb {R} } (hoặc {\displaystyle \mathbb {C} }) thoả mãn:
  - Tuyến tính theo biến đầu: {\displaystyle \langle ax+by,z\rangle =a\langle x,z\rangle +b\langle y,z\rangle }.
  - Đối xứng liên hợp: {\displaystyle \langle x,y\rangle ={\overline {\langle y,x\rangle }}}.
  - Xác định dương: {\displaystyle \langle x,x\rangle \geq 0} và {\displaystyle \langle x,x\rangle =0} khi và chỉ khi {\displaystyle x=0}.

3. Độ dài và chuẩn:
- Chuẩn của một véc-tơ {\displaystyle x} được định nghĩa bởi {\displaystyle \|x\|=\langle x,x\rangle }.

4. Đầy đủ
- {\displaystyle H} là không gian metric đầy đủ dưới chuẩn {\displaystyle \|x-y\|} nghĩa là giới hạn của mọi dãy Cauchy trong {\displaystyle H} cũng là phần tử trong {\displaystyle H}.

Nếu các điều kiện 1-3 được thoả mãn mà điều kiện 4 (Đầy đủ) không thoả mãn thì không gian là không gian tích trong.
Không gian Hilbert là trường hợp riêng của không gian Banach. Không gian Banach chỉ yêu cầu điều kiện về chuẩn mà có thể không cần tích trong. 

### Giải thích
Mỗi tích trong {\displaystyle \langle \cdot ,\cdot \rangle } trên một không gian vectơ định nghĩa trên số thực hay số phức H sẽ đưa đến một chuẩn ||·|| như sau:
{\displaystyle \|x\|={\sqrt {\langle x,x\rangle }}.}
Trong bất kì không gian có chuẩn nào, các quả cầu mở sẽ là một cơ sở của topo tương ứng; bất kì một không gian có chuẩn nào cũng là một không gian vectơ có trang bị topo và do đó bất kì không gian có tích trong nào cũng như vậy.
Tiêu chuẩn Cauchy có thể được định nghĩa cho các dãy (sequence) trong không gian này (cũng như trong bất kì một không gian thuần nhất nào): một dãy {\displaystyle \{x_{n}\}_{n\in \mathbb {N} }} là một dãy Cauchy nếu như cho bất kì số dương bất kỳ {\displaystyle \varepsilon >0}, có một số tự nhiên {\displaystyle N=N(\varepsilon )} phụ thuộc vào {\displaystyle \varepsilon } sao cho với tất cả {\displaystyle m,n>N}, ta có {\displaystyle \|x_{n}-x_{m}\|<\varepsilon }. Ta gọi {\displaystyle H} là một không gian Hilbert nếu như nó đầy đủ tương ứng với chuẩn này, nghĩa là bất kì dãy Cauchy nào hội tụ về một phần tử trong {\displaystyle H}. Mỗi không gian Hilbert do đó cũng là một không gian Banach (một không gian định chuẩn đầy đủ), nhưng điều ngược lại là không đúng.
Tất cả các không gian hữu hạn chiều (ví dụ như không gian Euclid với tích vô hướng thông thường là những không gian Hilbert. Tuy nhiên, các ví dụ vô hạn chiều đóng vai trò quan trọng hơn trong các ứng dụng. Những ứng dụng này bao gồm:
- Lý thuyết biểu diễn nhóm unitary
- Lý thuyết các quá trình ngẫu nhiên bình phương tích phân được.
- Lý thuyết không gian Hilbert của phương trình đạo hàm riêng, đặc biệt là công thức hóa bài toán Dirichlet
- Phân tích phổ của các hàm, bao gồm những lý thuyết sóng nhỏ (wavelet)
- Công thức hóa toán học của cơ học lượng tử

Tích vô hướng cho phép người ta có một quan điểm "hình học" và sử dụng các diễn đạt hình học tương tự trong không gian hữu hạn chiều. Trong tất cả các không gian vectơ có trang bị topo, những không gian Hilbert là những không gian "cư xử tốt nhất" và gần nhất với các không gian hữu hạn chiều.
Một mục tiêu của giải tích Fourier là viết được một hàm số như là một chuỗi (có thể vô hạn) của các hàm cơ sở cho trước (nhân với số vô hướng). Bài toán này có thể được nghiên cứu một cách trừu tượng trong không gian Hilbert: bất kì không gian Hilbert nào cũng có một cơ sở trực giao, và bất kì phần tử nào trong không gian Hilbert cũng có thể được viết ra duy nhất như là tổng các phần tử cơ sở này nhân với các hệ số.

## Ví dụ
Trong nhũng ví dụ này, chúng ta giả sử rằng trường các số vô hướng là 
các số phức C, mặc dù các định nghĩa này cũng áp dụng cho trường hợp
mà trường số vô hướng là các số thực R.

### Không gian Euclid
Cn với định nghĩa tích vô hướng  
{\displaystyle \langle x,y\rangle =\sum _{k=1}^{n}{\overline {x_{k}}}y_{k}}
và thanh ngang trên số phức ký hiệu số phức liên hợp.

### Không gian các chuỗi
Tuy vậy thường gặp hơn là các không gian Hilbert vô hạn chiều. 
Nếu B là một tập hợp bất kì, hữu hạn hay đếm được, chúng ta định nghĩa không gian chuỗi l2 trên B, ký hiệu bởi
{\displaystyle \ell ^{2}(B)=\left\{x:B\rightarrow \mathbb {C} \,{\bigg |}\,\sum _{b\in B}\left|x\left(b\right)\right|^{2}<\infty \right\}}
Không gian này trở thành không gian Hilbert với tích vô hướng sau đây
{\displaystyle \langle x,y\rangle =\sum _{b\in B}{\overline {x(b)}}y(b)}
với mọi x và y trong l2(B).
B  cần phải là một tập đếm được trong định nghĩa này, vì nếu B là không đếm được, ta không định nghĩa được  tổng vô hạn không đếm được. Nếu B không đếm được, ta yêu cầu x(b) phải bằng 0 tất cả trừ một số hữu hạn hay đếm được phần tử b của B. Không gian Hilbert kết quả sẽ không khả ly. Theo một nghĩa được nói chính xác sau, bất kì không gian Hilbert nào cũng isomorphic với một dạng l2(B) cho một tập B được chọn một cách thích hợp.  Nếu B=N, chúng ta viết một cách đơn giản là l2.

### Các không gian Lebesgue
Đây là các không gian hàm liên hệ với các không gian đo (X, M, μ), trong đó M là một đại số σ- của các tập con của X và μ là một độ đo có thể cộng được (với một số đếm được các số hạng) trên M. Gọi L2μ(X) là không gian của các hàm có giá trị phức của các hàm đo được và bình phương là khả tích trên X, modulo bằng nhau hầu như khắp nơi. Bình phương khả tích nghĩa là tích phân của bình phương của giá trị tuyệt đối của hàm số đó là hữu hạn. Modulo bằng nhau hầu như khắp nơi nghĩa là các hàm số này có thể được xác định nếu và chỉ nếu chúng bằng nhau bên ngoài một tập có độ đo bằng 0.
Tích vô hướng của các hàm số f và g ở đây được cho bởi
{\displaystyle \langle f,g\rangle =\int _{X}{\overline {f(t)}}g(t)\ d\mu (t)}
Ta cần chúng minh:
- Rằng tích phân này là có nghĩa;
- Không gian kết quả là toàn vẹn.

Đây là những tính chất kỹ thuật, và người đọc nếu thích chi tiết có thể xem cuốn sách viết bởi Halmos liệt kê bên dưới, Chương 42. Lưu ý rằng việc sử dụng tích phân Lebesgue bảo đảm rằng không gian này là toàn vẹn. Xem Không gian Lp cho các thảo luận thêm về ví dụ này.

### Các không gian Sobolev
Không gian Sobolev, ký hiệu là {\displaystyle H^{s}} hay {\displaystyle W^{s,2}}, là các ví dụ khác của các không gian Hilbert, và thường được sử dụng trong lãnh vực các phương trình đạo hàm riêng.

## Các thao tác trên các không gian Hilbert
Cho hai (hoặc nhiều hơn) các không gian Hilbert, chúng ta có thể gộp chúng lại thành một không gian Hilbert duy nhất bằng cách lấy tổng trực tiếp hay là tích tensor của chúng.

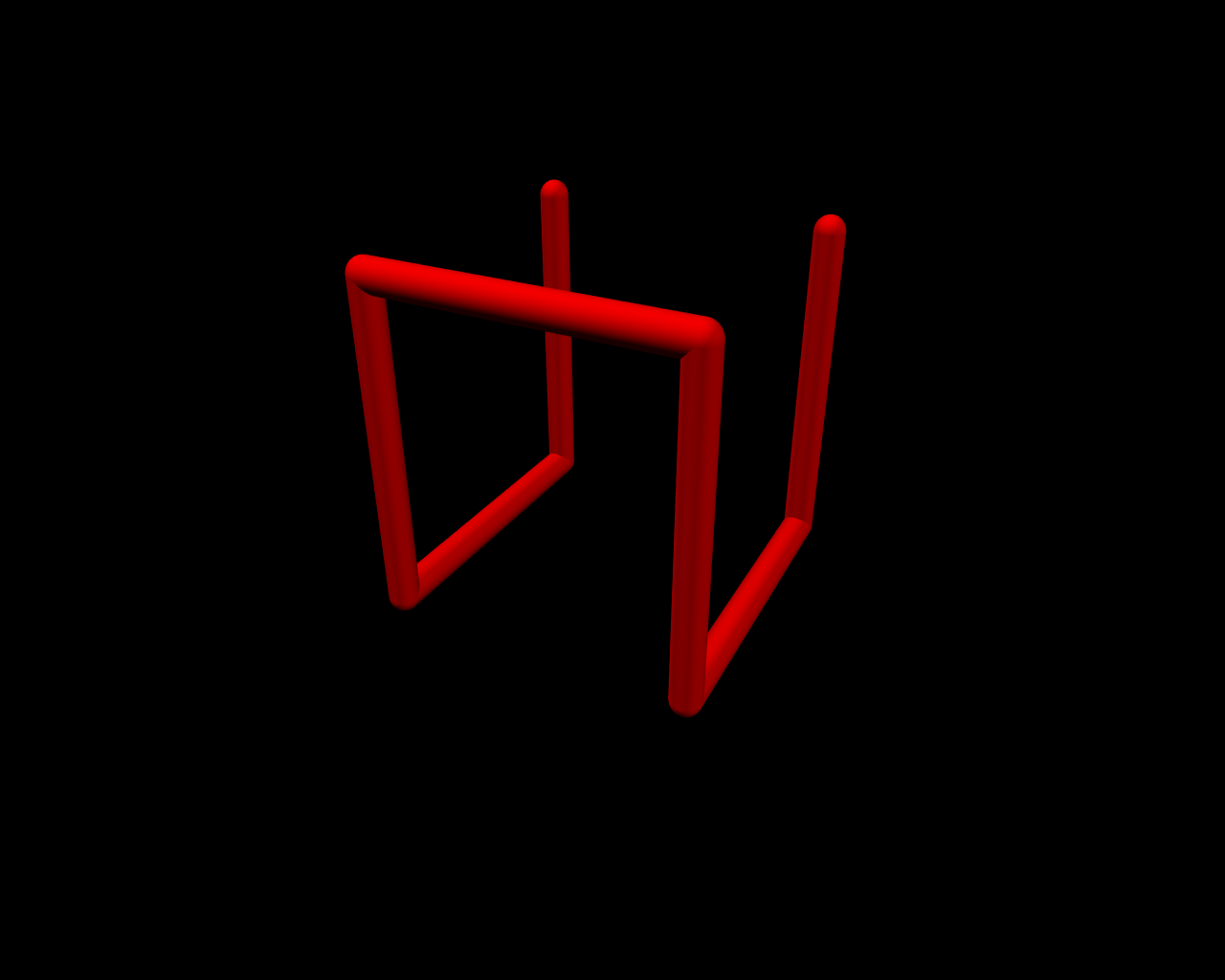
Hilbert-Curve 3D, 0th order
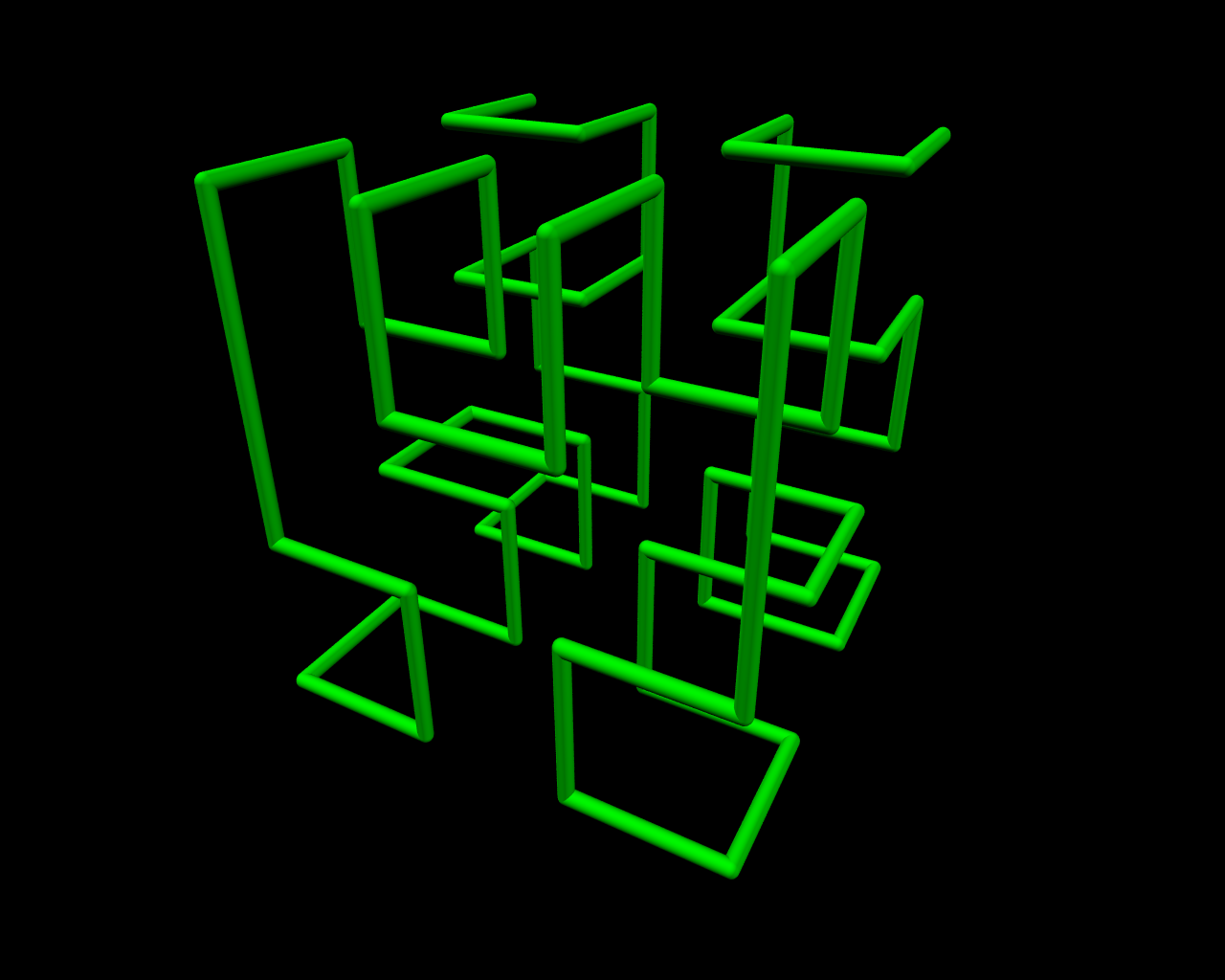
Hilbert-Curve 3D, 1st order
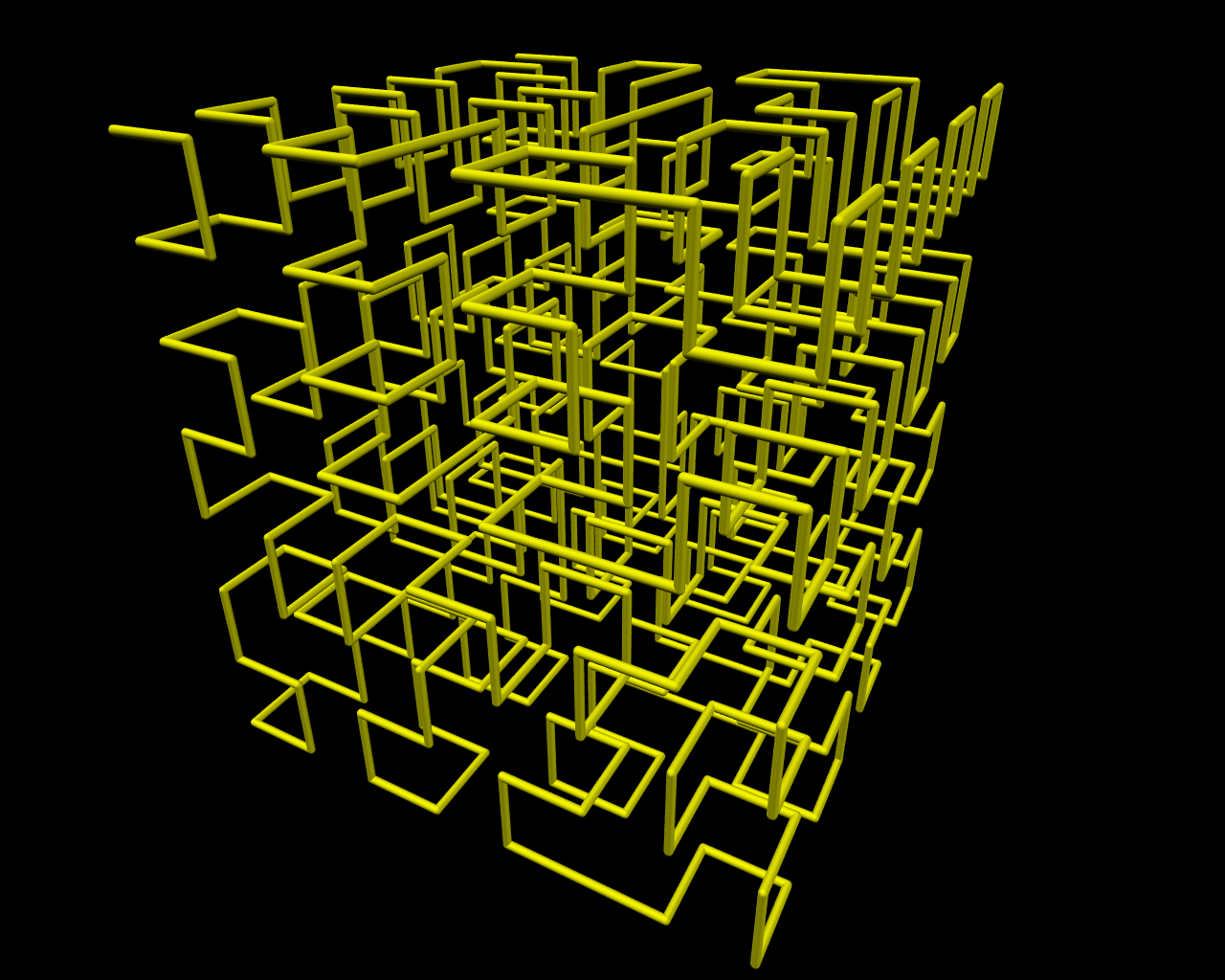
Hilbert-Curve 3D, 2nd order
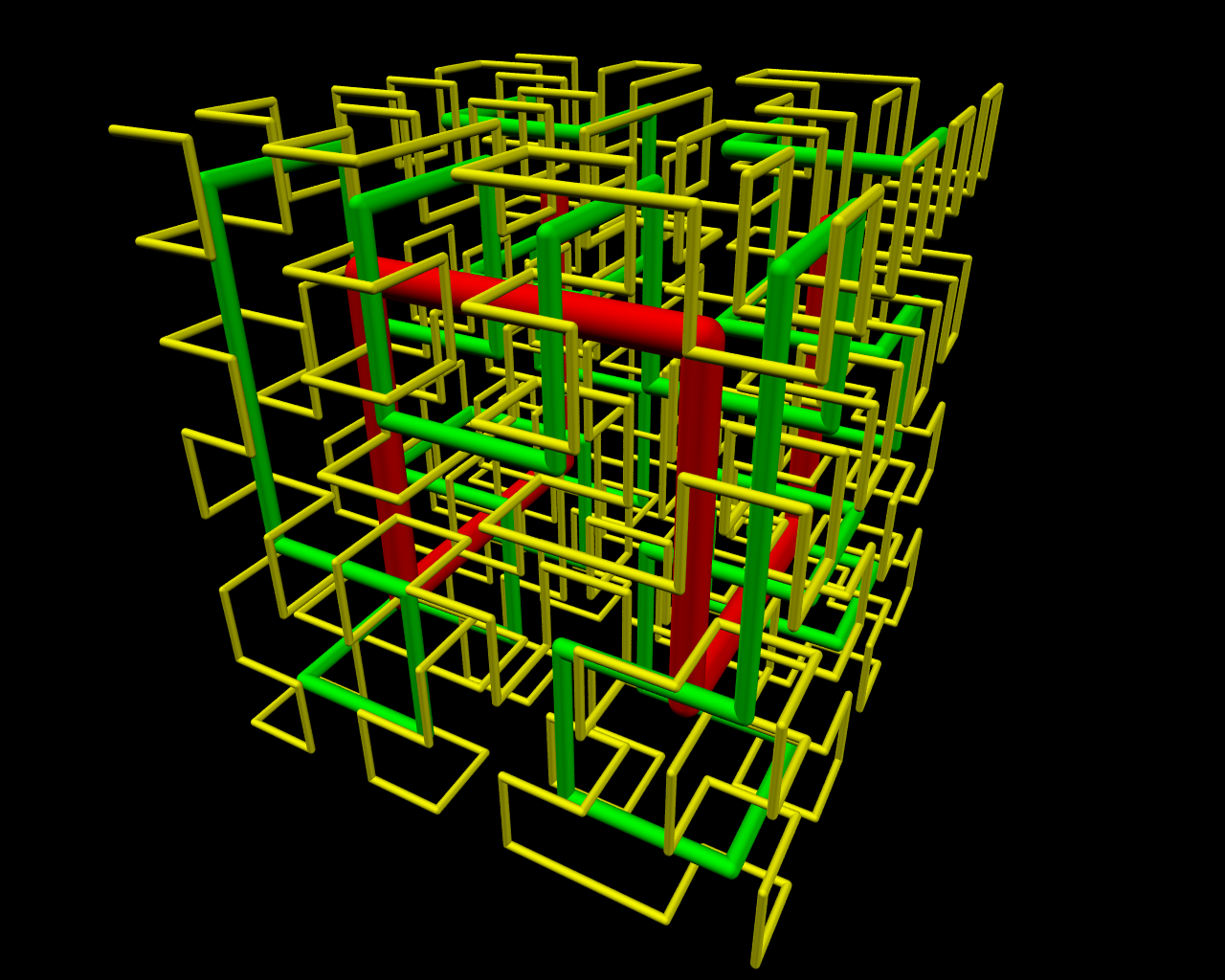
Hilbert-Curve 3D, orders 0 to 2

Mỗi không gian Hilbert có thể được vẽ bằng nhiều cung Hilbert, chúng nối tiếp nhau thành không gian duy nhất.

## Hệ cơ sở
Một khái niệm quan trọng là một hệ cơ sở trực giao  của một không gian Hilbert H: đây là một hệ {ek}k ∈ B của H thỏa mãn:
1. Các phần tử được chuẩn hóa: Mọi phân tử của hệ đều có chuẩn là 1: ||ek|| = 1 với mọi k trong B
2. Các phần tử trục giao với nhau: Bất kì hai phần tử khác nhau nào của B cũng vuông góc với nhau: <ek, ej> = 0 với mọi k, j trong B với k ≠ j.
3. Span trù mật: span tuyến tính của B là trù mật trong H.

Chúng ta cũng dùng các từ ngữ dãy trực chuẩn (orthonormal sequence) và 
tập trực chuẩn (orthonormal set).
Các ví dụ về hệ cơ sở trực giao bao gồm:
- tập hợp {(1,0,0),(0,1,0),(0,0,1)} tạo thành một cơ sở trực giao cho R3
- dãy {fn: n ∈ Z} với fn(x) = exp(2πinx) tạo thành một hệ cơ sở trục giao cho không gian các hàm phức  L2([0,1])
- Hệ {eb: b ∈ B} với eb(c) = 1 nếu b=c và 0 cho trường hợp khác, tạo thành một hệ cơ sở trực giao của  l2(B).

Chú ý rằng trong trường hợp không gian vô hạn chiều, một cơ sở trực giao không phải là một cơ sở theo nghĩa của đại số tuyến tính; để phân biệt hai khái niệm này, cơ sở sau cũng được gọi là cơ sở Hamel. Rằng span (hay còn gọi là "bao tuyến tính") của các vectơ cơ sở là trù mật nghĩa là mỗi vectơ trong không gian có thể được viết ra như là giới hạn của một chuỗi vô hạn và tính chất trực giao suy ra rằng các phân tích này là duy nhất.
Sử dụng bổ đề Zorn, người ta có thể chứng minh rằng mọi không gian Hilbert chứa một hệ cơ sở trực giao; hơn nữa, hai hệ cơ sở trực giao bất kì của cùng một không gian sẽ có cùng độ đếm|lực lượng|bảng số (cardinality). Một không gian Hilbert là khả ly nếu và chỉ nếu nó có một hệ cơ sở trực giao đếm được.
Bởi vì tất cả các không gian Hilbert vô hạn chiều khả ly (tách được) được là isomorphic, và bởi vì hầu hết các không gian Hilbert sử dụng trong vật lý là khả ly, khi các nhà vật lý nói về không gian Hilbert họ muốn nói đến các không gian tách được.
Nếu {ek}k ∈ B là một cơ sở trực giao của H, thì mọi phần tử  x của H có thể được viết là
{\displaystyle x=\sum _{k\in B}\langle e_{k},x\rangle e_{k}}
Ngay cả nếu như B không đếm được, chỉ có đếm được các số hạng trong tổng đó là khác không, và do đó biểu thức này là được định nghĩa tốt. Tổng này cũng còn được gọi là khai triển Fourier của x.
Nếu {ek}k ∈ B là một cơ sở trực giao của H, thì H là isomorphic với l2(B) theo nghĩa sau đây: tồn tại một song ánh(bijective) tuyến tính map Φ: H → l2(B) sao cho
{\displaystyle \langle \Phi \left(x\right),\Phi \left(y\right)\rangle =\langle x,y\rangle }
với mọi x và y trong H.

## Phần bù trực giao và các phép chiếu
Nếu S là một tập con của không gian Hilbert H, ta định nghĩa tập các vectơ trực giao với we define the S là
{\displaystyle S^{\mathrm {perp} }=\left\{x\in H:\langle x,s\rangle =0\ \forall s\in S\right\}}
Sperp là một không gian con đóng của H và do đó chính nó tạo thành một không gian Hilbert. Nếu V là một không gian con đóng của H, thì Vperp được gọi là phần bù trực giao của V. Thực vậy, mỗi x trong H có thể được viết ra một cách duy nhất như là x = v + w, với v trong V và w trong Vperp. Do đó, H là một tổng trực tiếp của  V và Vperp. Toán tử tuyến tính PV: H → H đưa x sang v được gọi là phép chiếu trực giao vào V.
Định lý. Phép chiếu trực giao PV là một toán tử tuyến tính self-adjoint trên H với chuẩn ≤ 1 với tính chất PV2 = PV.  Hơn nữa, bất kì toán tử tuyến tính  self-adjoint E nào sao cho E2 = E đều có dạng PV, với V là range của E. Với mỗi x trong H, PV(x) là một phần tử duy nhất v của V làm tối thiểu khoảng cách ||x - v||.
Điều này cung cấp một diễn đạt hình học của PV(x): nó là phần tử xấp xỉ tốt nhất cho x bởi các phần tử trong V.

## Tính phản xạ
(Reflexivity)
Một tính chất quan trọng của bất kì không gian Hilbert nào là tính phản xạ. Thật ra, có nhiều thứ hơn cũng đúng: người ta có một miêu tả hoàn toàn và tiện dụng của không gian đối ngẫu (không gian liên hiệp) của nó (không gian của tất cả các phiếm hàm tuyến tính liên tục từ không gian H vào trường số nền), mà bản thân nó cũng là một không gian Hilbert. Thật vậy, định lý biểu diễn Riesz phát biểu rằng mỗi phần tử φ của không gian dual H' có một và chỉ một u trong H sao cho 
{\displaystyle \phi \left(x\right)=\langle u,x\rangle }
với mọi x trong H và sự liên hệ φ ↔ u cung cấp một phép đồng phôi (isomorphism) giữa H và H'.

## Các toán tử bị chặn
Cho một không gian Hilbert H, một toán tử tuyến tính liên tục A: H → H,  một toán tử liên tục như vậy gọi là bị chặn theo nghĩa là nó đưa các tập bị chặn vào các tập bị chặn. Điều này cho phép định nghĩa chuẩn của nó như là
{\displaystyle \lVert A\rVert =\sup \left\{\,\lVert Ax\rVert :\lVert x\rVert \leq 1\,\right\}.}
Tổng hay là hợp (composition) của hai toán tử tuyến tính liên tục cũng liên tục và tuyến tính. Với y trong H, phép biến đổi đó gửi x sang <y, Ax> là tuyến tính và liên tục, và theo định lý biểu diễn Riesz do đó có thể được biểu diễn dưới dạng
{\displaystyle \langle A^{*}y,x\rangle =\langle y,Ax\rangle .}
Điều này định nghĩa một toán tử tuyến tính liên tục khác A*: H → H, gọi là adjoint của A.
Tập hợp L(H) của các toán tử tuyến tính và liên tục trên không gian H, cùng với phép cộng và phép hợp, chuẩn và phép adjoint, làm thành một đại số C*; thực ra, đây là khuôn mẫu nguồn gốc và là ví dụ quan trọng nhất của đại số C*.
Một phần tử A của L(H) được gọi là self-adjoint hay là Hermitian nếu như A* = A. Những toán tử này có nhiều đặc tính của số thực và do đó đôi khi được xem là tổng quát hóa của chúng.
Một phần tử U của L(H) được gọi là unitary nếu U là khả nghịch và nghịch đảo của nó được cho bởi U*. Điều này cũng có thể diễn tả bằng cách yêu cầu rằng  <Ux, Uy> = <x, y> với mọi x và  y trong H. Những toán tử unitary tạo thành một nhóm nhóm dưới phép hợp, mà có thể xem như là một nhóm automorphism của H.

## Toán tử không bị chặn
Nếu một toán tử tuyến tính có đồ thị đóng và được định nghĩa trên toàn bộ không gian Hilbert, thì, bởi  định lý đồ thị đóng(closed graph theorem) trong lý thuyết về không gian Banach, nó là bị chặn. Tuy nhiên, nếu như ta cho phép định nghĩa một ánh xạ tuyến tính trên một không gian con thật sự nhỏ hơn không gian Hilbert, thì chúng ta có thể có những toán tử không bị chặn.
Trong vật lý lượng tử, một số toán tử không bị chặn thú vị được định nghĩa trên một không gian con trù mật của không gian Hilbert. Có thể định nghĩa được toán tử tự liên hợp không bị chặn, và những thứ này đóng vai trò có thể quan sát được trong sự công thức hóa toán học của cơ học lượng tử.
Các ví dụ về các toán tử self-adjoint không bị chặn trên không gian Hilbert L2(R) là:
- Một mở rộng thích hợp của toán tử vi phân

{\displaystyle [Af](x)=i{\frac {d}{dx}}f(x),\quad }
trong đó i là đơn vị ảo và f là một hàm số khả vi có giá compact.
- Toán tử nhân với x:

{\displaystyle [Bf](x)=xf(x).\quad }
Những toán tử này lần lượt tương ứng với động lượng và vị trí có thể quan sát được. Chú ý rằng cả A lẫn B đều không được định nghĩa trên toàn bộ H, bởi vì trong trường hợp của A vi phân không cần phải tồn tại, và trong trường hợp của B hàm tích không cần thỏa tích bình phương là hữu hạn. Trong cả hai trường hợp, tập hợp tất cả các tham số có thể tạo thành các không gian con trù mật của L2(R).